# Font de la Budellera
La font de la Budellera, antigament d'en Malla, és un manantial situat a l'obaga de la muntanya del Tibidabo, prop de Vallvidrera, al Parc Natural de Collserola, catalogat com a bé amb elements d'interès (categoria C) i inclòs a l'Inventari del Patrimoni Arquitectònic de Catalunya.

## Història
Sobre l'origen del topònim hi ha dues versions diferents: una el relaciona amb les propietats medicinals de l'aigua per a prevenir i curar els mals d'estómac (budells); l'altra fa referència a les cordes d'instrument, que es feien amb budells d'animals assecats o salats, que les budelleres estovaven amb l'aigua de la font abans de trenar-les.
El 1906, Rosa Viñamata i Vilaseca (1843-1909), vídua de Llorenç Bosch i Margenat (†1906), va oferir les finques de la Budellera (excepte la masia i els terrenys circumdants) i de Ca n'Estisora a l'Ajuntament de Barcelona, que havia convocar un concurs d'adquisició de terrenys per a fer-hi parcs. El 1911, aquest les va adquirir a la seva filla  Anna Maria del Carme Bosch i Viñamata i a Josep Viñamata i Nochetti (que havia comprat la seva part a Josep Bosch i Viñamata), i el 1918, encarregà el projecte d'arranjament del parc a l'arquitecte paisatgista Jean Claude Nicolas Forestier, i les obres foren adjudicades al contractista Francesc Marimon.
El 2007, la font va ser restaurada després dels desperfectes causats pels aiguats de la tardor anterior.

## Descripció
Es tracta d'una zona molt frondosa, on predomina l'alzinar, i la font se situa sota una pèrgola amb coberta de teula i pilars de pedra vista. L'aigua brolla d'un mur de contenció, també de pedra vista, per un broc amb forma de gàrgola de pedra, i tot seguit s'inscriu en un circuit de terrasses i escalinates amb basses, i d'aquí al torrent del mateix nom.

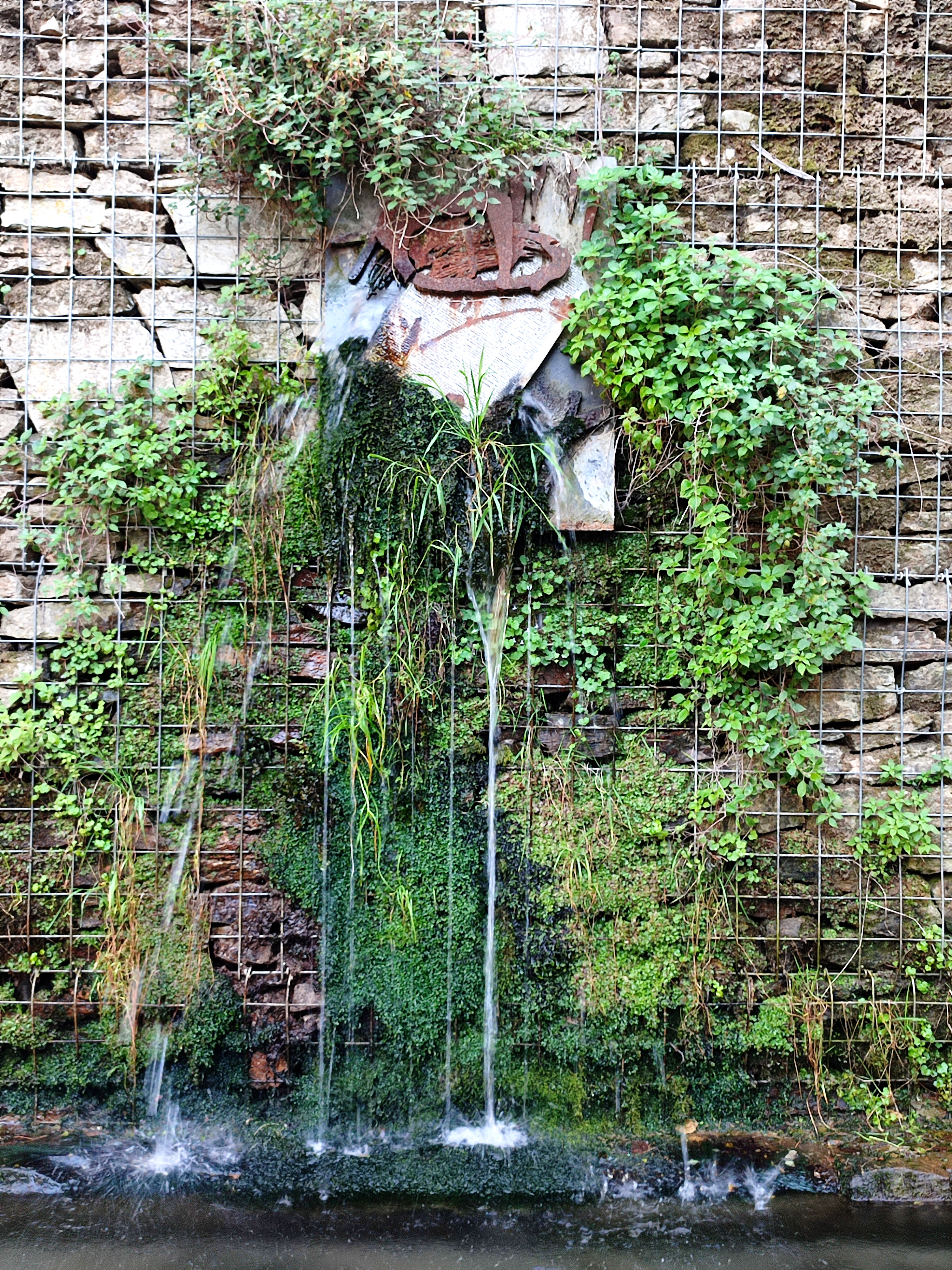
Escut de Barcelona

A la terrassa situada just sota la font, hi ha un plafó col·locat en el mur de contenció realitzat per l'escultor Pere Casanoves segons una litografia original d'Antoni Tàpies dels anys 1970, que representa l'escut de Barcelona.